# Liste von Persönlichkeiten der Stadt Krakau
Die folgende Liste enthält in Krakau geborene sowie zeitweise lebende Persönlichkeiten mit einem Artikel in der deutschen Wikipedia, chronologisch aufgelistet nach dem Geburtsjahr. Die Liste erhebt keinen Anspruch auf Vollständigkeit.

## In Krakau geborene Persönlichkeiten

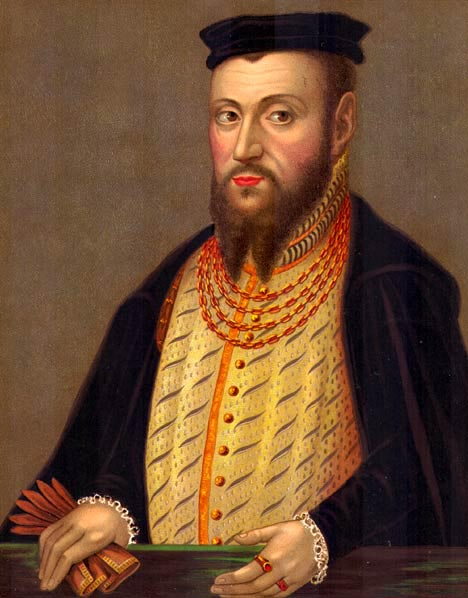
König Sigismund II. August von Polen

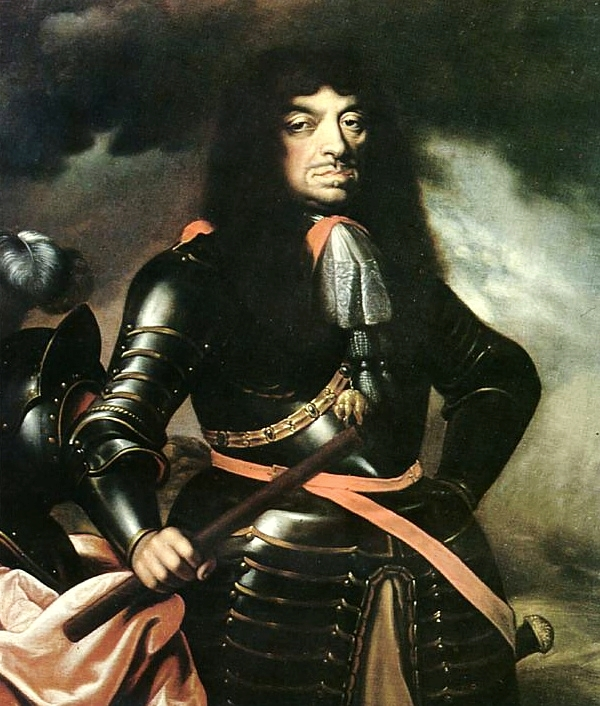
König Johann II. Kasimir

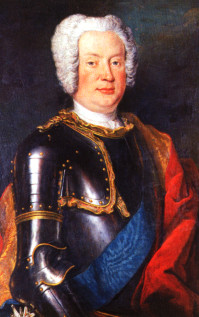
Graf Aleksander Józef Sułkowski

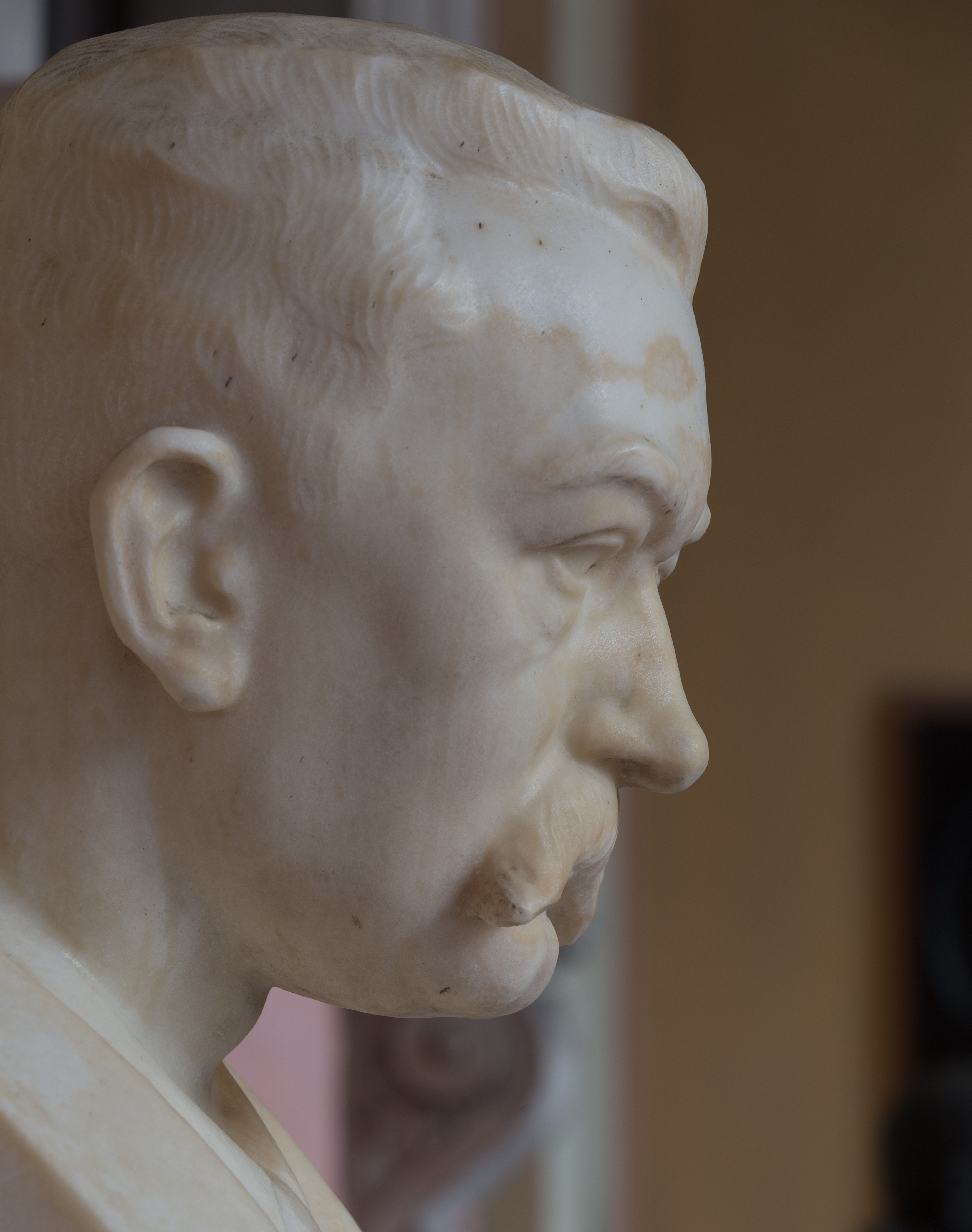
Edmund von Neusser

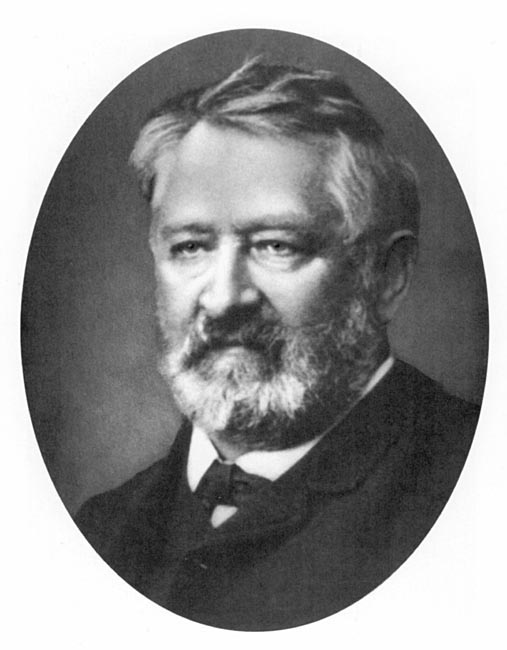
Władysław Łuszczkiewicz

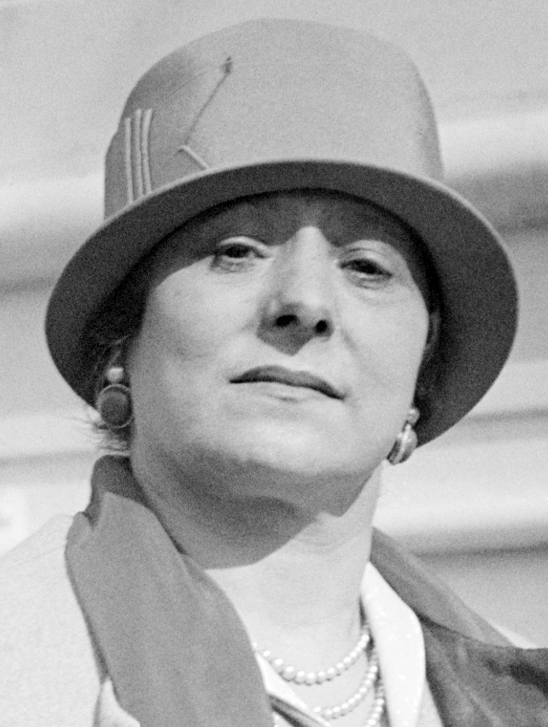
Helena Rubinstein

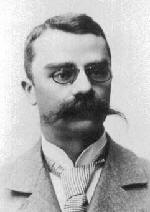
Władysław Wróblewski

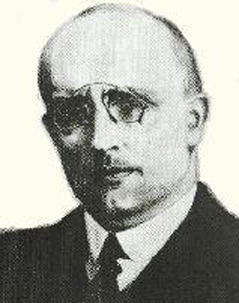
Stefan Bryła

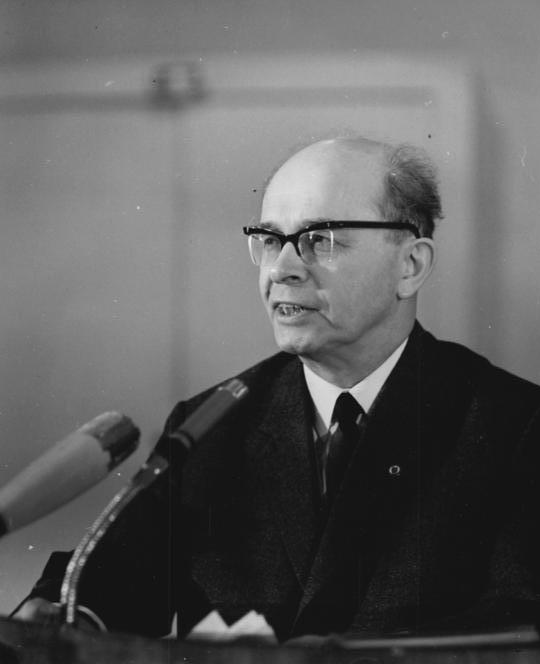
Alexander Abusch

Edward Ochab

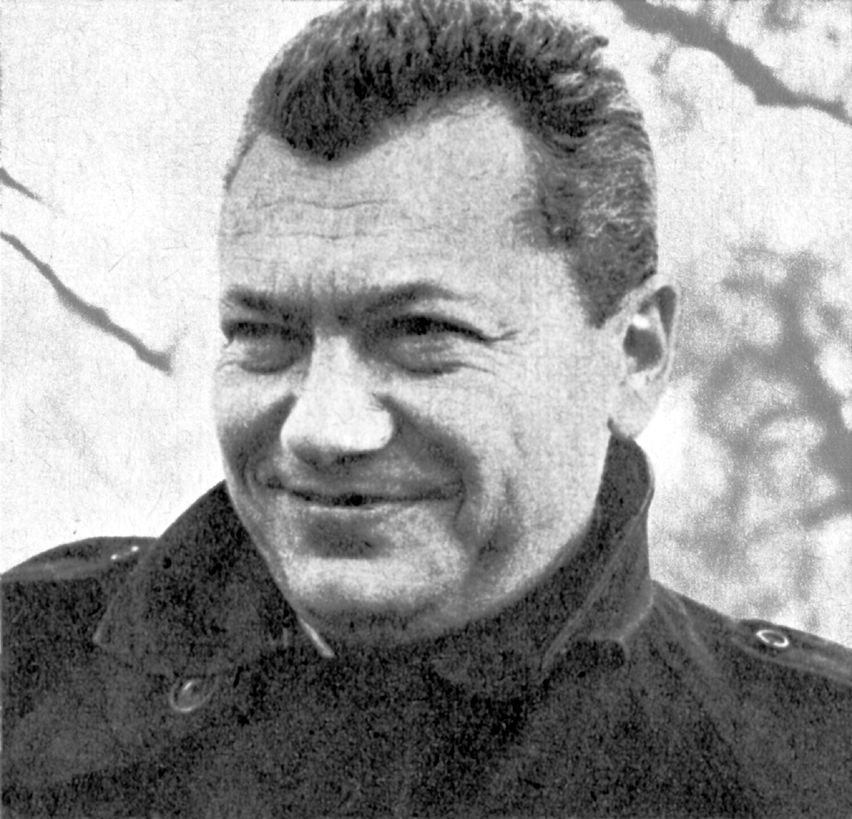
Wojciech Has

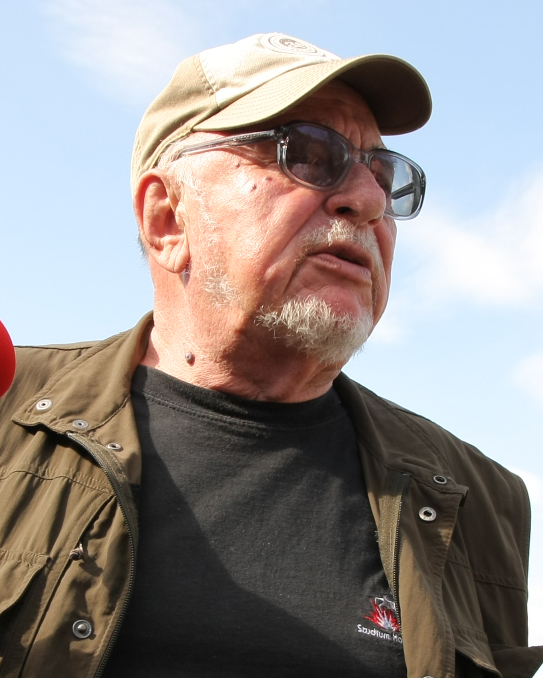
Jerzy Hoffman

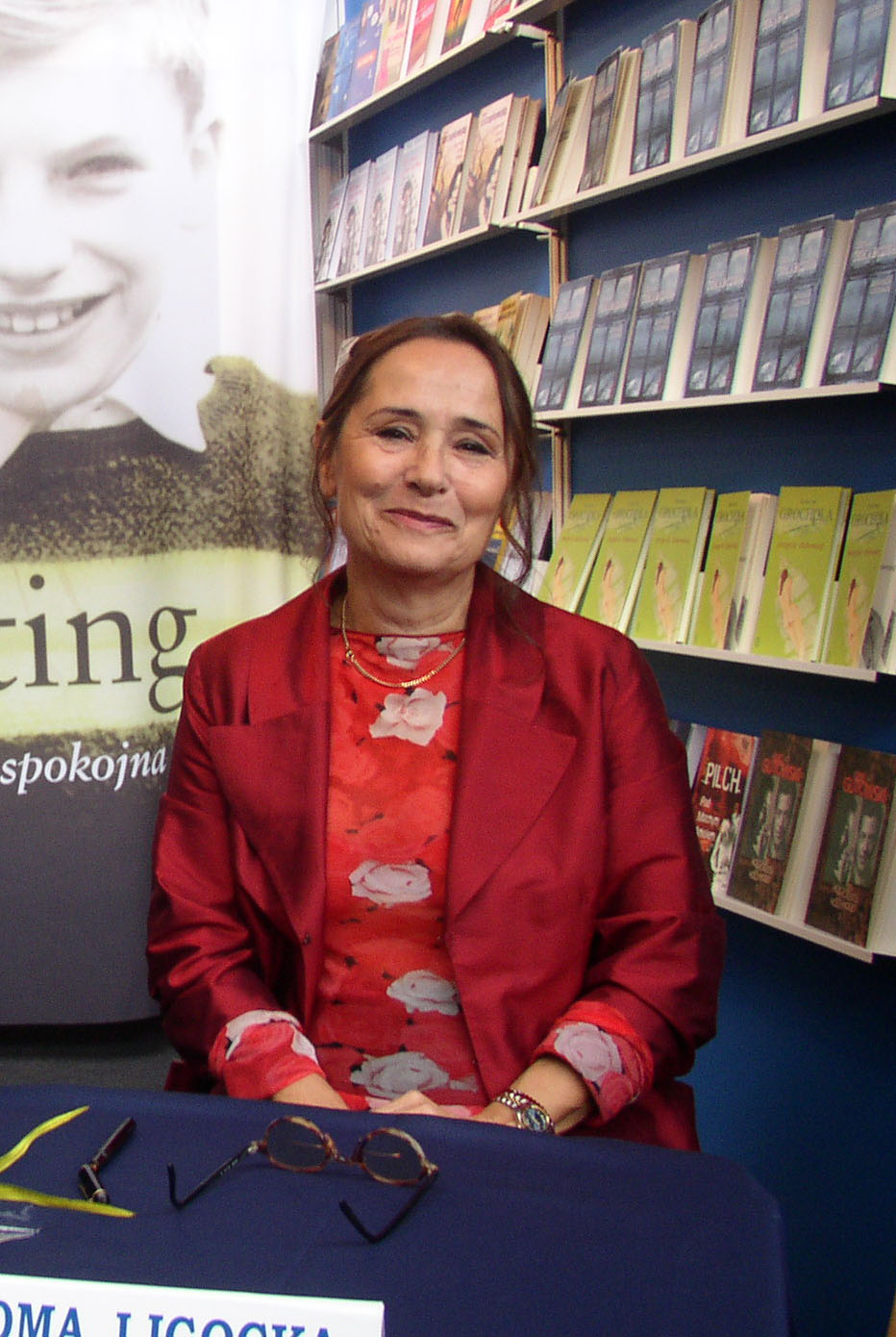
Roma Ligocka

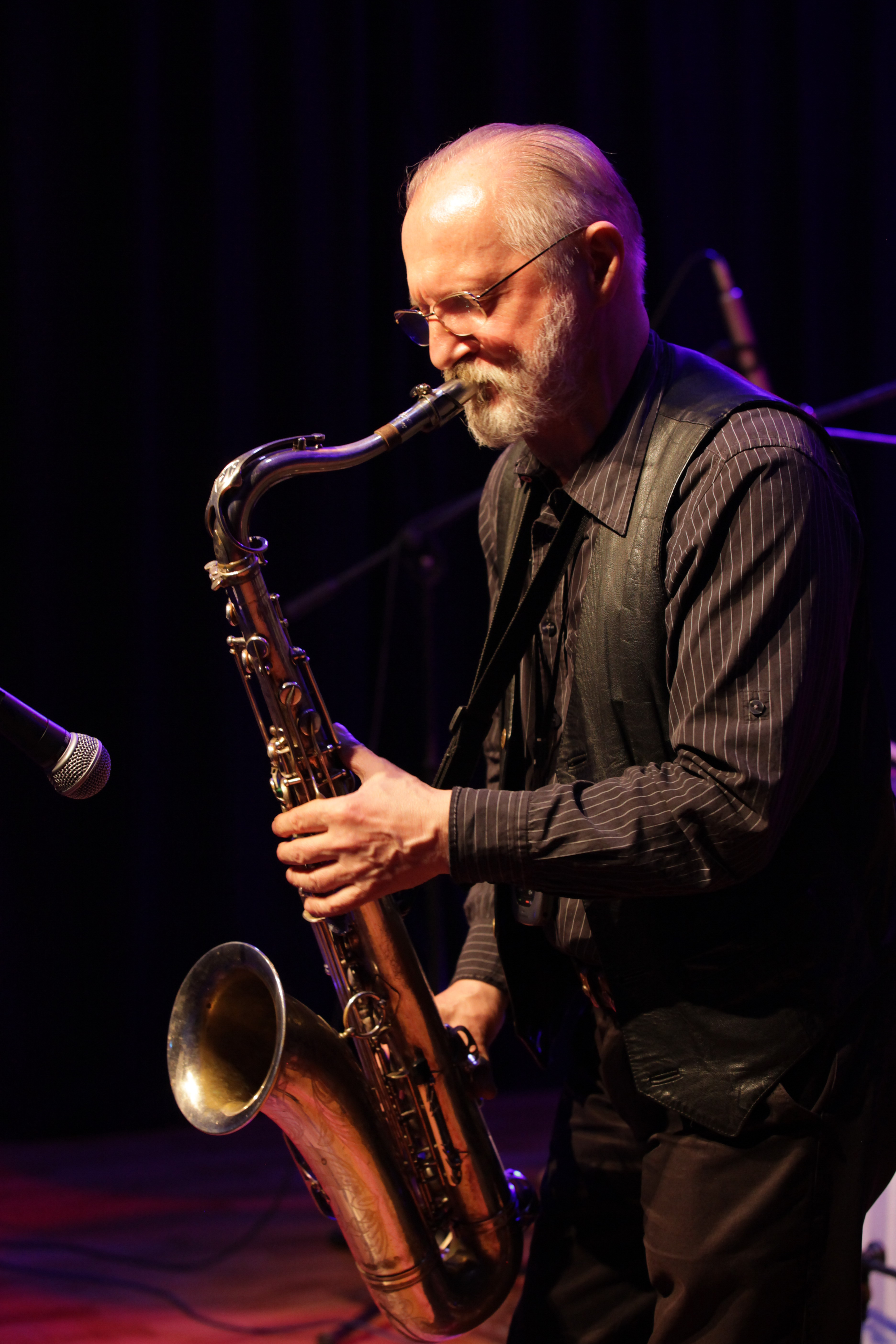
Janusz Muniak

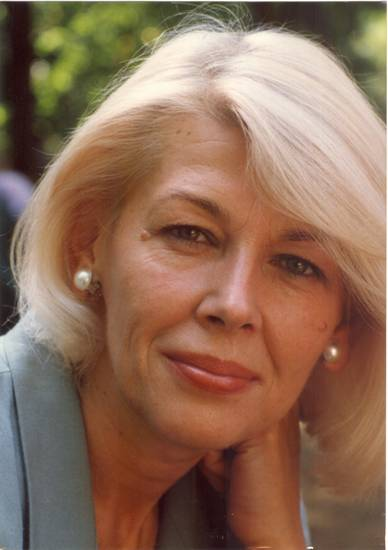
Ewa Braun

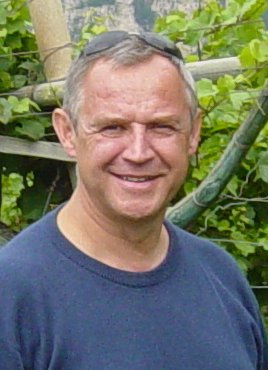
Marek Kondrat

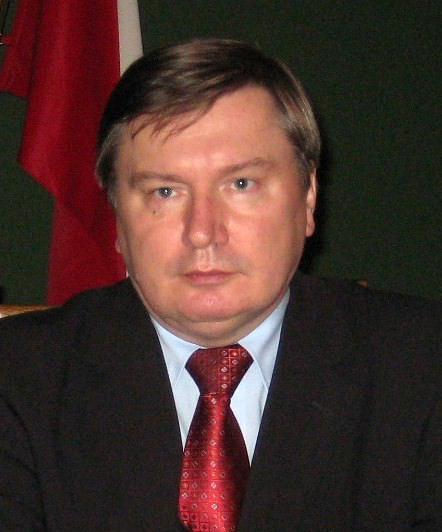
Jerzy Miller

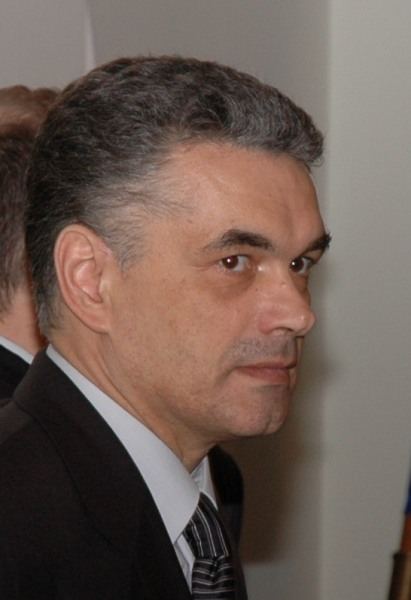
Janusz Kurtyka

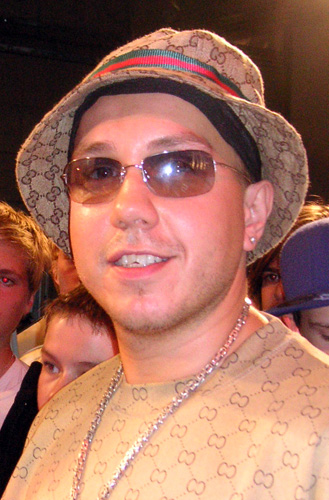
DJ Tomekk

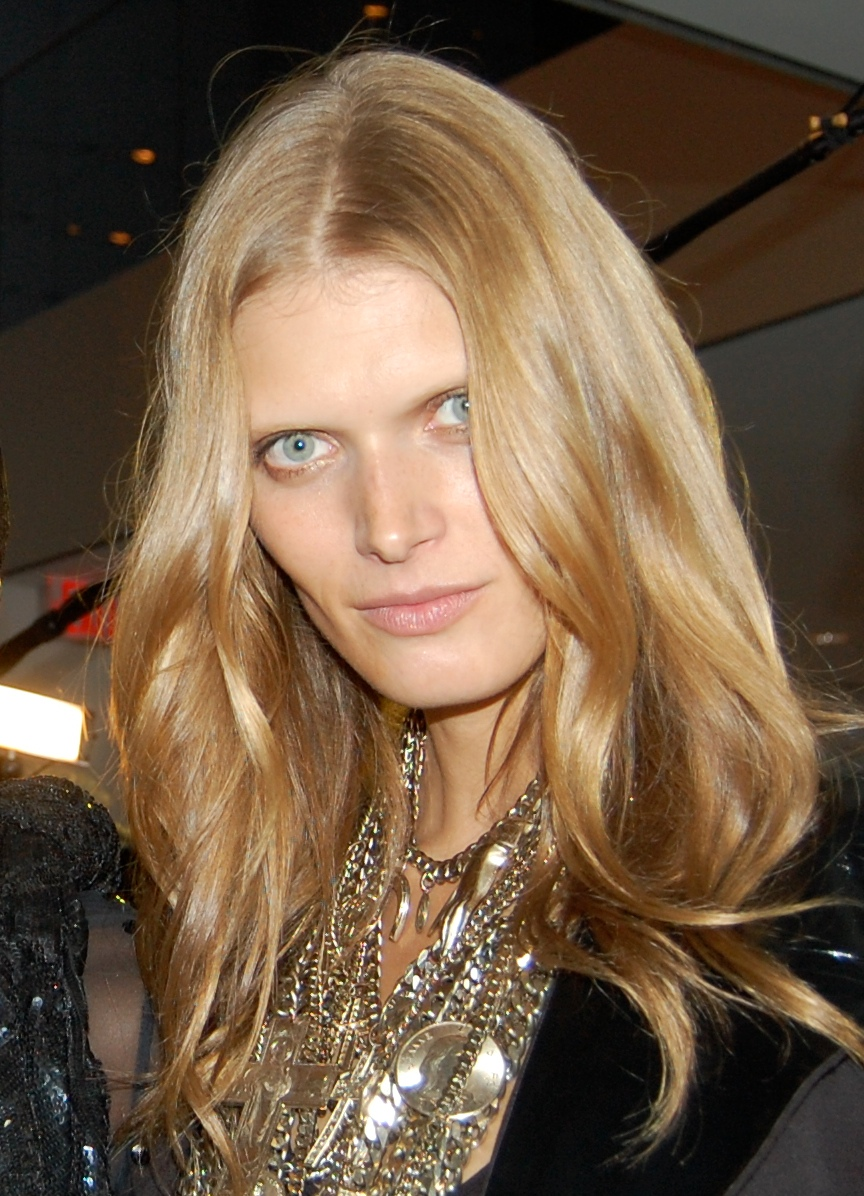
Malgosia Bela

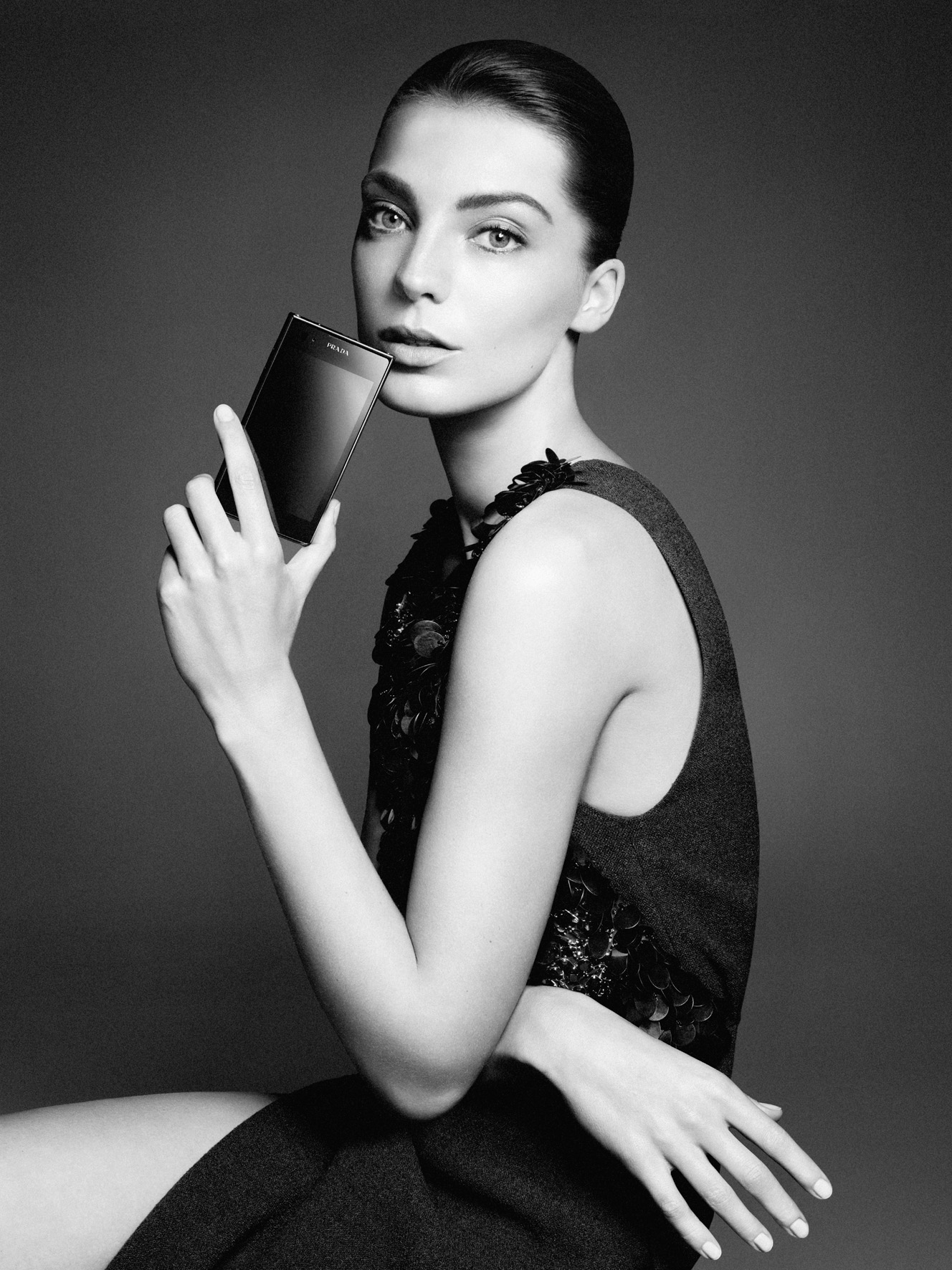
Daria Werbowy

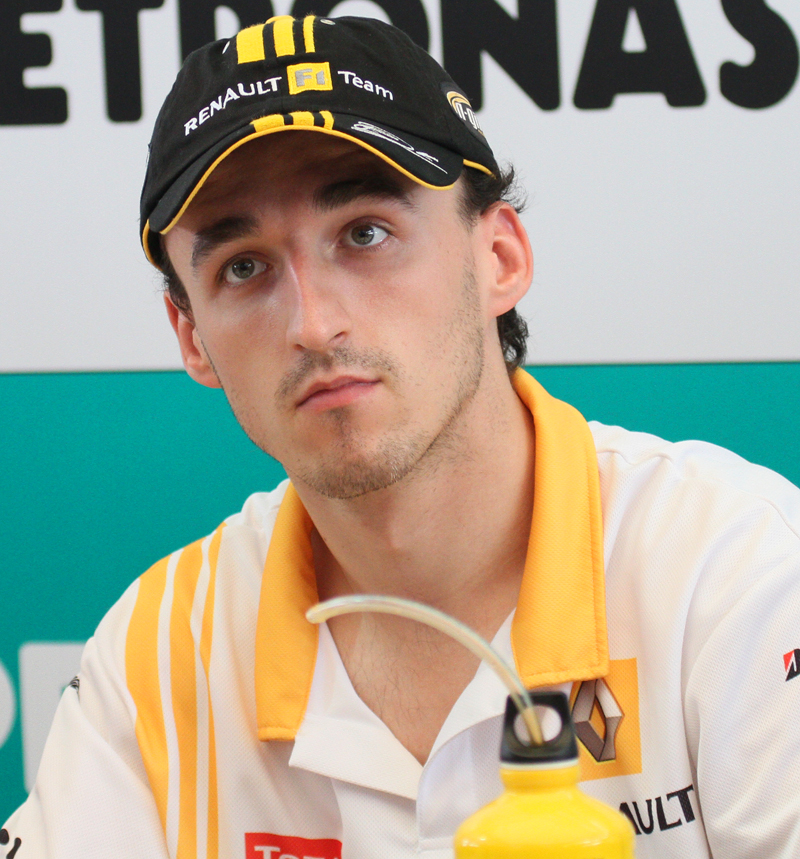
Robert Kubica

### Bis 1800
- Bolesław III. Schiefmund (1085–1138), Herzog von Polen
- Władysław II. (1105–1159), Herzog von Schlesien sowie Seniorherzog von Polen
- Matthäus von Krakau (um 1335/40–1410), Theologe
- Władysław III. (1424–1444), König von Polen
- Kasimir IV. Jagiełło (1427–1492), Großfürst von Litauen und König von Polen
- Balthasar Behem (um 1450–1508), Stadtschreiber und Kunstmäzen in Krakau
- Vladislav II. (1456–1516), König von Böhmen, Kroatien und Ungarn
- Hedwig Jagiellonica (1457–1502), Herzogin von Bayern-Landshut
- Johann I. (1459–1501), König von Polen
- Sofia Jagiellonka (1464–1512), Prinzessin aus dem Adelsgeschlecht der Jagiellonen
- Johannes V. Thurzo (1466–1520), Fürstbischof von Breslau
- Stanislaus Thurzo (1470–1540), Bischof von Olmütz
- Stanislaus Stoß (1478–1528), Bildhauer und -schnitzer der Spätgotik
- Stanislaus Hosius (1504–1579), katholischer Theologe
- Sigismund II. August (1520–1572), Großfürst von Litauen und König von Polen
- Sophia Jagiellonica (1522–1575), Prinzessin aus dem Adelsgeschlecht der Jagiellonen
- Anna Jagiellonica (1523–1596), Prinzessin aus dem Adelsgeschlecht der Jagiellonen
- Hieronymus Maletius (1525/26–1583/84), Theologe, Drucker und herzoglich-preußischer Übersetzer
- Katharina Jagiellonica (1526–1583), Prinzessin aus dem Adelsgeschlecht der Jagiellonen
- Andrzej Trzecieski (um 1530–um 1584), Dichter
- Stanislaus Socolovius (1537–1593), Theologe und Kanoniker
- Mikołaj Zebrzydowski (1553–1620), Adliger
- Samuel Edels (1555–1631), jüdischer Gelehrter, Talmudkommentator und Rabbiner
- Władysław IV. Wasa (1595–1648), König von Polen
- Johann II. Kasimir (1609–1672), König von Polen und Großfürst von Litauen
- Jan Aleksander Gorczyn (1618–nach 1694), Drucker, Verleger und Komponist
- Johann Tscherning (1650–1732), Kupferstecher
- Therese Kunigunde von Polen (1676–1730), Tochter von König Johann III. Sobieski von Polen
- Jakob Jehoschua Falk (1680–1756), Oberrabbiner von Frankfurt am Main und Lemberg, Talmudist
- Szymon Czechowicz (1689–1775), Maler
- Jonathan Eybeschütz (1690–1764), Talmudist und Kabbalist
- Aleksander Józef Sułkowski (1695–1762), sächsisch-polnischer Minister
- Andreas von Poniatowski (1735–1773), k. k. Feldzeugmeister, Kommandeur des Maria-Theresia-Ordens und kommandierender General von Oberösterreich
- Józef Peszka (1767–1831), Maler
- Andreas Alois Ankwicz von Skarbek-Poslawice (1777–1838), Erzbischof von Lemberg und von Prag
- Carl Carl (1787–1854), Schauspieler und Theaterdirektor
- Abraham Buchner (1789–1869), Lehrer an der Warschauer Rabbinerschule
- Henryk Dembiński (1791–1864), General
- Franciszek Mirecki (1791/94–1862), Komponist
- Eduard von Feuchtersleben (1798–1857), Bergbauingenieur und Literat
- Piotr Michałowski (1800–1855), Maler
- Wojciech Stattler (1800–1875), Maler und Kunstlehrer

### 19. Jahrhundert

#### 1801 bis 1850
- Karl von Urban (1802–1877), Feldmarschallleutnant
- Friedrich Halm (1806–1871), Dichter, Novellist und Dramatiker
- Józef Kremer (1806–1875), Philosoph, Ästhetiker, Kunsthistoriker und Wegbereiter der Psychologie
- Rudolf von Roßbacher (1806–1886), Feldzeugmeister und stellvertretender Kriegsminister
- Ludwik Gorzkowski (1811–1857), Revolutionär
- Karol Kątski (1815–1867), Pianist, Musikpädagoge und Komponist
- Antoni Kątski (1816–1899), Klaviervirtuose und Komponist
- Maksymilian Cercha (1818–1907), Maler
- Julian Gutowski (1823–1890), Bürgermeister der Stadt Nowy Sącz
- Emil Czyrnianski (1824–1888), österreich-ungarischer Chemiker
- Ludwig Burger (1825–1884), Maler und Zeichner
- Karol Estreicher (der Ältere) (1827–1908), Literaturkritiker, Literaturhistoriker, Bibliograph und Direktor
- Stanisław Mieroszowski (1827–1900), Schriftsteller, Historiker und Politiker
- Władysław Łuszczkiewicz (1828–1900), Maler, Kunstlehrer und Kunsthistoriker
- Aleksander Kotsis (1836–1877), Maler
- Michał Bałucki (1837–1901), Schriftsteller
- Maciej Jakubowski (1837–1915), Kinderarzt
- Florian Cynk (1838–1912), Historienmaler, Grafiker und Kunstpädagoge
- Jan Matejko (1838–1893), Maler
- Helena Modrzejewska (1840–1909), Schauspielerin
- Anton Rehmann (1840–1917), Geograph, Geomorphologe, Botaniker und Forschungsreisender
- Walery Eljasz-Radzikowski (1841–1905), Landschafts- und Historienmaler sowie Grafiker, Zeichner und Fachschriftsteller
- Antoni Kozakiewicz (1841–1929), Maler
- Michał Bobrzyński (1849–1935), Historiker und Politiker

#### 1851 bis 1900
- Edmund Neusser (1852–1912), Universitätslehrer in Wien und Arzt
- Josef Josephi (1852–1920), Sänger und Schauspieler
- Wacław Koniuszko (1854–1900), Maler
- Stanisław Tondos (1854–1917), Maler
- Eduard Birnbaum (1855–1920), deutscher Chasan
- Kasimir Pochwalski (1855–1940), Bildnis-, Landschafts- und Genremaler sowie Hochschullehrer
- Jerzy Mycielski (1856–1928), Historiker und Kunsthistoriker
- Jan Drozdowski (1857–1918), Pianist und Musikpädagoge
- Arthur Giesl von Gieslingen (1857–1935), General und Leiter des Evidenzbüros
- Roman Kochanowski (1857–1945), Maler und Zeichner
- Heinrich Rauchinger (1858–1942), österreichischer Porträt- und Historienmaler
- Ignaz Sowinski (1858–1917), Architekt des späten Historismus
- Adam Maurizio (1862–1941), Botaniker, Lebensmittelforscher und Kulturhistoriker
- Adolf Beck (1863–1942), Physiologe
- Josef Hudec (1863–1915), Politiker
- Olga Boznańska (1865–1940), Malerin
- Leon Wachholz (1867–1942), Rechtsmediziner
- Gershom Bader (1868–1953), polnisch-US-amerikanischer Journalist und Schriftsteller
- Sigmund Fraenkel (1868–1939), Chemiker und Pharmakologe
- Izrael Günzig (1868–1931), Rabbiner
- Stanisław Estreicher (1869–1939), Rechtshistoriker und Politiker
- Stanisław Wyspiański (1869–1907), Künstler
- Saul Raphael Landau (1870–1943), Rechtsanwalt und jüdischer Publizist
- Stanisław Matzke (1870–1949), Maler, Grafiker und Kunstpädagoge
- Heinrich Nebenzahl (1870–1938), Filmproduzent
- Henryk Opieński (1870–1942), Komponist
- Lucjan Rydel (1870–1918), Lyriker und Dramatiker
- Josef Strasser (1870–1935), Politiker, Journalist und marxistischer Theoretiker
- Helene Bauer (1871–1942), österreichische Journalistin und Sozialistin
- Helena Rubinstein (1872–1965), Kosmetikunternehmerin und Mäzenin
- Michał Marian Siedlecki (1873–1940), Meeresbiologe
- Rudolf Maria Holzapfel (1874–1930), Psychologe und Philosoph
- Rafael Schermann (1874–um 1943), Graphologe und Hellseher
- Xawery Dunikowski (1875–1964), Bildhauer
- Władysław Wróblewski (1875–1951), Diplomat, Jurist, Politiker und Ministerpräsident
- Bernhard Friedberg (1876–1961), österreichisch-israelischer Verlagsbuchhändler und Hebraist
- David Rothblum (1876–1947), österreichisch-israelischer Schriftsteller
- Mordechaj Gebirtig (1877–1942), Poet und Komponist
- Maria Christina Prinzessin zu Salm-Salm (1879–1962), Erzherzogin von Österreich
- Adolf Chybiński (1880–1952), Musikwissenschaftler, -historiker, -ethnologe und -pädagoge
- Henryk Grossmann (1881–1950), Ökonom, Statistiker und Historiker
- Gustav Adolf Platz (1881–1947), Architekt
- Arnold Wadler (1882–1951), deutscher Sprachwissenschaftler
- Ludwig zu Windisch-Graetz (1882–1968), ungarischer Politiker und Minister
- Bolesław Drobner (1883–1968), Politiker und Chemiker
- Max Fleischer (1883–1972), Cartoonist und Trickfilmproduzent
- Leon Chwistek (1884–1944), Mathematiker, Maler, Kunsttheoretiker, Philosoph und Dichter
- Bronisław Malinowski (1884–1942), Sozialanthropologe
- Max Pfeffer (1884–1964), austroamerikanischer Verleger und Literaturagent
- Tadeusz Kutrzeba (1885–1947), General
- Juliusz Osterwa (1885–1947), Theaterregisseur und Schauspieler
- Rudolf Towarek (1885–1959), Generalmajor und Kommandant der Theresianischen Militärakademie
- Antoni Waśkowski (1885–1966), Schriftsteller und Maler
- Stefan Bryła (1886–1943), Konstrukteur, Ingenieur, Publizist und Sejmabgeordneter
- Zygmunt Klemensiewicz (1886–1963), Physiker, Physikochemiker und Bergsteiger
- Leon Schiller (1887–1954), Theaterregisseur und Theatertheoretiker
- Salamon Dembitzer (1888–1964), Schriftsteller und Journalist
- Jerzy Gablenz (1888–1937), Komponist
- Louise Merkel-Romée (1888–1977), Künstlerin, Mitglied der Zinkenbacher Malerkolonie
- Ferdinand Münz (1888–1969), österreichischer Chemiker
- Józef Retinger (1888–1960), Literaturwissenschaftler und Politikberater
- Ernst Ritter (1888–1981), Arzt, Politiker und Autor
- Władysław Tempka (1889–1942), Rechtsanwalt und Politiker
- Theresa Bernstein (1890–2002), amerikanische Künstlerin und Schriftstellerin
- Tony Goldschlag (1890–1944), deutsche Sängerin
- Henryk Gotlib (1890–1966), Maler, Bildhauer und Schriftsteller
- Michał Rola-Żymierski (1890–1989), Politiker und Militär
- Josef von Manowarda (1890–1942), Opernsänger
- Frida Weber-Flessburg (1890–1943), Opernsängerin, in Auschwitz ermordet
- Moise Kisling (1891–1953), Maler
- Maria Pawlikowska-Jasnorzewska (1891–1945), Schriftstellerin
- Tadeusz Peiper (1891–1969), Dichter, Kunstkritiker und Literaturtheoretiker
- Stefan Banach (1892–1945), Mathematiker
- Franciszek Bielak (1892–1973), Literaturhistoriker
- Jan Łazarski (1892–1968), Radsportler
- Roman Ingarden (1893–1970), Philosoph
- Ludwig Lehrfreund (1893–1954), deutsch-jüdischer Volkswirt, Rechtsanwalt und Sportfunktionär
- Frank Linke-Crawford (1893–1918), Jagdflieger der k.u.k. Luftfahrtruppen im Ersten Weltkrieg
- Margarete Stöger-Steiner von Steinstätten (1893–1969), Verlegerin, Erzählerin und Frauenrechtlerin
- Meir Wiener (1893–1941), polnisch-österreichischer Schriftsteller und Jiddist
- Ewa Bandrowska-Turska (1894–1979), Sängerin und Musikpädagogin
- Magdalena Samozwaniec (1894–1972), Schriftstellerin und Satirikerin
- August Emil Fieldorf (1895–1953), stellvertretender Kommandant der Polnischen Heimatarmee
- Joseph Rosenstock (1895–1985), Dirigent und Komponist
- Jan Adamus (1896–1962), Historiker
- Leopold Dreher (1896–1941), galizischer Advokat, aktiver Esperantist und Zionist
- Elsa Gasser (1896–1967), Ökonomin
- Ferdynand Zweig (1896–1988), Wirtschaftswissenschaftler und Soziologe
- Jerzy Adam Brandhuber (1897–1981), Maler und Überlebender des Konzentrationslagers Auschwitz
- Franciszek Hynek (1897–1958), Pionier des polnischen Ballonsports
- Gustav Ichheiser (1897–1969), Sozialpsychologe und Soziologe
- Henryk Reyman (1897–1963), Fußballspieler und -trainer
- Leopold Infeld (1898–1968), Physiker
- Rudolph Maté (1898–1964), österreichisch-US-amerikanischer Kameramann und Filmregisseur
- Ludwik Gintel (1899–1973), Fußballspieler
- Józef Klotz (1900–1941), Fußball-Nationalspieler, Opfer des Holocausts
- Leon Kruczkowski (1900–1962), Schriftsteller
- Maria Malicka (1900–1992), Schauspielerin
- Leon Sperling (1900–1941), Fußballspieler

### 20. Jahrhundert

#### 1901 bis 1910
- Yohanan Bader (1901–1994), israelischer Politiker
- Adam Ciołkosz (1901–1978), Publizist und Politiker
- Gilda Gray (1901–1959), Filmschauspielerin und Tänzerin
- Itzhak Stern (1901–1969), Überlebender des Holocaust
- Alexander Weißberg-Cybulski (1901–1964), Physiker, Buchautor und Geschäftsmann
- Alexander Abusch (1902–1982), Journalist, Schriftsteller und Politiker in der DDR
- Paul Rosenstein-Rodan (1902–1985), Ökonom
- Joseph Berger, geboren als Isaak Zeliaznik (1904–1978), Politiker, kommunistischer Funktionär und Politikwissenschaftler
- Ludwik Gross (1904–1999), Krebsforscher und Virologe
- Grete Bittner (1905–1973), Volksschauspielerin
- Wanda Wasilewska (1905–1964), Politikerin und Schriftstellerin
- Karol Estreicher (der Jüngere) (1906–1984), Kunsthistoriker und Professor
- Jan Hoffman (1906–1995), Pianist und Musikpädagoge
- Edward Ochab (1906–1989), Politiker und General
- Helen Silving-Ryu (1906–1993), polnisch-amerikanische Juristin
- Edmund Wojtyła (1906–1932), Arzt
- Wacław Geiger (1907–1988),  Komponist, Dirigent und Musikpädagoge
- Aleksander Baumgardten (1908–1980), Schriftsteller, Theaterkritiker, Filmkritiker und Theaterleiter
- Georg Clam Martinic (1908–2000), Ingenieur, Landwirt, Autor und Denkmalpfleger
- Adam Marczyński (1908–1985), Schriftsteller, Dichter, Essayist und Literaturkritiker
- Tadek Marek (1908–1982), Automobilingenieur
- Danuta Gierulanka (1909–1995), Mathematikerin, Philosophin und Psychologin
- Hildegarde Hill Reihs-Gromes (1910–1987), österreichische Kostümbildnerin
- Joel Zussman (1910–1982), Jurist und Richter

#### 1911 bis 1925
- Adam Bielański (1912–2016), Chemiker und Professor
- Mieczysław Drobner (1912–1986), Komponist, Dirigent, Musikwissenschaftler und -pädagoge
- Jadwiga Jędrzejowska (1912–1980), Tennisspielerin
- Jerzy Turowicz (1912–1999), Journalist und Redakteur
- Wolf Weil (1912–1988), Vorsitzender der Israelitischen Kultusgemeinde in Hof
- Leon Dąbrowiecki (1913–1977), Radrennfahrer
- Jan Ekier (1913–2014), Pianist, Komponist und Musikpädagoge
- Leopold Pfefferberg (1913–2001), Holocaust-Überlebender
- Artur Woźniak (1913–1991), Fußballspieler
- Stanisław Has (1914–1997), Komponist und Dirigent
- Karol J. Mysels (1914–1998), amerikanischer Chemiker und Hochschullehrer
- Władysław Wandor (1914–2005), Radrennfahrer
- Lucjan Motyka (1915–2006), Politiker
- Tadeusz Hołuj (1916–1985), Schriftsteller und Auschwitz-Überlebender
- Chaim Landau (1916–1981), Politiker und israelischer Minister
- Wojciech Żukrowski (1916–2000), Schriftsteller, Dichter, Essayist und Literaturkritiker
- Halina Karin (1917–2016), polnisch-jüdische Widerstandskämpferin
- Ludwik Stefański (1917–1982), Pianist und Musikpädagoge
- Aleksander Kulisiewicz (1918–1982), Journalist und Sänger
- Michael Theodore Michael (1918–1997), israelischer Botschafter
- Roman Haubenstock-Ramati (1919–1994), Musiklektor, -lehrer und Komponist
- Maria Wrońska (* 1919), Chemikerin und Hochschullehrerin
- Anna Kowalska-Lewicka (1920–2009), Ethnographin
- Mieczysław Pemper (1920–2011), Häftling im Konzentrationslager Krakau-Płaszów
- Witold Benedyktowicz (1921–1997), evangelisch-methodistischer Pastor, Hauptsuperintendent der Evangelisch-Methodistischen Kirche in der Volksrepublik Polen, Hochschullehrer
- Andrzej Munk (1921–1961), Regisseur und Kameramann
- Czesław Oberdak (1921–1945), Pilot
- Janusz Pogonowski (1922–1943), Widerstandskämpfer, Opfer des Nationalsozialismus
- Leo Port (1922–1978), polnisch-australischer Ingenieur und Politiker
- Bogdan Śliwa (1922–2003), Schachmeister
- Gustaw Holoubek (1923–2008), Schauspieler, Film- und Theaterregisseur und Pädagoge
- Jerzy Nowosielski (1923–2011), Maler
- Zofia Posmysz (1923–2022), Redakteurin und Autorin
- Jan Sypniewski (1923–1982), Musikwissenschaftler und Jazzautor
- Gena Turgel (1923–2018), Erzieherin, Autorin und Holocaustüberlebende
- Piotr Wandycz (1923–2017), polnisch-US-amerikanischer Historiker
- Roman Ciesielski (1924–2004), Bauingenieur
- Wiktor Grajewski (1925–2007), polnisch-israelischer Journalist
- Wojciech Has (1925–2000), Filmregisseur

#### 1926 bis 1950
- Yoram Gross (1926–2015), australischer Filmproduzent
- Jan Bogusław Niemczyk (1926–1990), evangelisch-lutherischer Theologe
- Miriam Akavia (1927–2015), Schriftstellerin
- Siegmund Kalinski (1927–2015), deutscher Allgemeinarzt, Journalist und Überlebender des Holocaust
- Franciszek Macharski (1927–2016), Erzbischof von Krakau
- Jerzy Gross (1929–2014), Überlebender des Holocaust
- Bernard Offen (* 1929), Überlebender des Holocaust und Filmproduzent
- Honorata Mroczek (1930–2022), Turnerin
- Stella Müller-Madej (1930–2013), jüdische Zeitzeugin der Shoah
- Zvi Hecker (1931–2023), Architekt
- Tad Taube (* 1931), polnisch-amerikanischer Unternehmer und Philanthrop
- Jerzy Hoffman (* 1932), Filmregisseur
- Lucjan Kaszycki (1932–2021), Komponist, Musikpädagoge und -wissenschaftler
- Rudolf Klimek (* 1932), Mediziner, Hochschullehrer, Sachbuchautor und Publizist
- Marek Mietelski (* 1933), Pianist und Musikpädagoge
- Andrzej Trzaskowski (1933–1998), Jazzpianist, Arrangeur und Komponist
- Kazimierz Godłowski (1934–1995), Archäologe und Historiker
- Barbara Konopka (1935–2023), Turnerin
- Wiesław Glos (1936–2021), Fechter
- Danuta Rinn (1936–2006), Sängerin und Schauspielerin
- Jerzy Vetulani (1936–2017), Biochemiker, Psychopharmakologe und Neurobiologe
- Adam Holender (* 1937), Kameramann
- Maja Komorowska (* 1937), Schauspielerin
- Zygmunt Konieczny (* 1937), Komponist
- Arie Selinger (* 1937), israelischer Volleyballtrainer
- Andrzej Sariusz-Skąpski (1937–2010), Präsident des Verbandes der Opferangehörigen von Katyn
- Marek Walczewski (1937–2009), Schauspieler
- Andrzej Busza (* 1938), Lyriker, Übersetzer und Literaturhistoriker
- Roman Dyląg (1938–2023), Jazzbassist
- Roma Ligocka (* 1938), Kostümbildnerin, Autorin und Malerin
- Marta Wyka (* 1938), Literaturhistorikerin und -kritikerin
- Adam Greenberg (* 1939), Kameramann
- Marek Jablonski (1939–1999), Pianist und Musikpädagoge
- Janina Katz (1939–2013), dänische Schriftstellerin, Übersetzerin und Dichterin
- Anna Polony (* 1939), Theater- und Filmschauspielerin
- Barbara Buczek (1940–1993), Komponistin, Pianistin und Musikpädagogin
- Dieter Harlfinger (* 1940), Altphilologe
- Tomasz Michalak (1940–1986), Geiger und Dirigent
- Karin Reschke (* 1940), Schriftstellerin
- Ewa Demarczyk (1941–2020), Musikerin und Schauspielerin
- Jürgen Guttenberger (1941–2025), Politiker
- Janusz Muniak (1941–2016), Jazzmusiker
- Ivan Putski (* 1941), Profiwrestler und Kraftsportler
- Stefan Jerzy Zweig (1941–2024), Autor und Kameramann
- Marek Koterski (* 1942), Filmregisseur
- Janina Paradowska (1942–2016), Journalistin
- Eberhard Schulte-Wissermann (1942–2024), Rechtsanwalt und Politiker
- Sibylle Leifer (* 1943), Malerin und Grafikerin
- Simona Kossak (1943–2007), Biologin, Ökologin und Professorin für Forstwissenschaften
- Krzysztof Meyer (* 1943), Komponist, Pianist, Musiktheoretiker und Hochschullehrer
- Lothar von Seltmann (* 1943), Schriftsteller und Liederdichter
- Jerzy Bahr (1944–2016), Botschafter der Republik Polen in der Russischen Föderation
- Ewa Braun (* 1944), Artdirectorin und Szenenbildnerin, Oscar-Gewinnerin
- Józef Serafin (* 1944), Organist und Musikpädagoge
- Christian Ohrloff (* 1944), Ophthalmologe
- Antoni Wit (* 1944), Dirigent
- Andrzej Bajołek (1945–2016), Politiker
- Eva Hoffman (* 1945), amerikanische Schriftstellerin
- Antoni Krupa (1945–2024), Blues- und Jazzmusiker, Musikjournalist
- Ewa Lipska (* 1945), Schriftstellerin
- Leszek Zadlo (* 1945), Jazzmusiker und Hochschullehrer
- Jerzy Zelnik (* 1945), Schauspieler
- Robert Gadocha (* 1946), Fußballspieler
- Karol Kot (1946–1968), Amokläufer
- Józef Rychlik (* 1946), Komponist und Musikpädagoge
- Zbigniew Seifert (1946–1979), Jazzmusiker
- Janusz Stefański (1946–2016), Jazzmusiker
- Jan Jarczyk (1947–2014), Jazzmusiker
- Andrzej Olechowski (* 1947), Politiker und Wirtschaftswissenschaftler
- Jerzy Stuhr (1947–2024), Schauspieler und Regisseur
- Jan Balachowski (* 1948), Leichtathlet
- Adam Kopczyński (1948–2021), Eishockeyspieler
- Jan Widacki (* 1948), Rechtswissenschaftler, Professor, Diplomat und Politiker
- Kaja Danczowska (* 1949), Geigerin und Musikpädagogin
- Szymon Kawalla (* 1949), Komponist, Dirigent, Geiger und Musikpädagoge
- Ryszard Legutko (* 1949), Politiker
- Zbigniew Wassermann (1949–2010), Politiker, Jurist und Staatsanwalt
- Marek Kondrat (* 1950), Schauspieler
- Wiesław Kwaśny (* 1950), Geiger, Bratschist und Musikpädagoge
- Piotr Małoszewski (1950–2017), Geowissenschaftler
- Johann Rafelski (* 1950), Physiker
- Jerzy Gross (1929–2014), Schindlerjude und Holocaustüberlebender

#### 1951 bis 1975
- Wiesław Gawlikowski (* 1951), Sportschütze
- Jan Gmyrek (* 1951), Handballspieler
- Olga Jackowska (1951–2018), Sängerin
- Krzysztof Kłosiński (* 1951), Literaturhistoriker, -kritiker und Übersetzer
- Tadeusz Rutkowski (* 1951), Gewichtheber
- Jarosław Śmietana (1951–2013), Jazzmusiker
- Alfred Kałuziński (1952–1997), Handballspieler
- Jerzy Miller (* 1952), Politiker und Innenminister Polens
- Ryszard Szeremeta (* 1952), Komponist, Dirigent und Jazzsänger
- Marek Chołoniewski (* 1953), Komponist, Musikveranstalter und -pädagoge
- Agnieszka Mandat (* 1953), Schauspielerin
- Andrzej Skowroński (1953–2020), Ruderer
- Bogusław Sonik (* 1953), Politiker
- Marek Chlanda (* 1954), Zeichner, Grafiker, Installations- und Performancekünstler
- Rudko Kawczynski (* 1954), Sprecher des Roma National Congress
- Zdzisław Kapka (* 1954), Fußballspieler, -manager und Politiker
- Maciej Klimek (* 1954), Mathematiker, Fachbuchautor und Hochschullehrer
- Róża Thun (* 1954), Publizistin und Europaabgeordnete
- Paweł Valde-Nowak (* 1954), Ur- und Frühgeschichtler
- Paul Dembinski (* 1955), Ökonom
- Małgorzata Jaworska (* 1955), Pianistin
- Kazimierz Pyzik (* 1955), Komponist, Kontrabassist und Gambist
- Daniel Stabrawa (* 1955), Geiger und Dirigent
- Piotr Czarnecki (* 1956), Politiker
- Wojciech Groborz (* 1956), Jazzmusiker und Hochschullehrer
- Stanisław Żółtek (* 1956), Politiker
- Dorota Kolak (* 1957), Schauspielerin
- Adam Nawałka (* 1957), Fußballspieler
- Krzysztof Włosik (* 1957), Bogenschütze
- Zbigniew Karkowski (1958–2013), Komponist und Musiker
- Piotr Lenar (* 1958), Kameramann
- Andrzej Iwan (1959–2022), Fußballspieler
- Jan Karaś (* 1959), Fußballspieler und -trainer
- Ludomir Chronowski (* 1959), Fechter
- Jan Rokita (* 1959), Politiker
- Bogdan Klich (* 1960), Politiker
- Janusz Kurtyka (1960–2010), Historiker und zweiter Präsident des Instituts für Nationales Gedenken
- Andrzej Nowak (* 1960), Historiker
- Peter Sych (* 1960), australischer Software-Entwickler, Instrumentenbauer und Installationskünstler
- Jacek Wójcicki (* 1960), Schauspieler, Sänger, Artist und Kabarettmitglied
- Jarosław Gowin (* 1961), Politiker, Justizminister Polens
- Andrzej Kremer (1961–2010), Jurist, Diplomat und Vizeaußenminister
- Janusz Nawrocki (* 1961), Fußballspieler
- Piotr Skrobowski (* 1961), Fußballspieler
- Marcin Baran (* 1963), Dichter und Redakteur
- Wiesław Śpiewak (* 1963), katholischer Ordensgeistlicher, Bischof von Hamilton in Bermuda
- Janusz Mastalski (* 1964), römisch-katholischer Geistlicher und Hochschullehrer, Weihbischof in Krakau
- Grzegorz Ryś (* 1964), römisch-katholischer Geistlicher, Erzbischof von Łódź und Kardinal
- Dariusz Kasperek (* 1966), Fußballspieler
- Anna Radwan (* 1966), Schauspielerin
- Dariusz Szwed (* 1967), Politiker, sozialer Aktivist, Wirtschaftswissenschaftler
- Grzegorz Turnau (* 1967), Liedermacher
- Krzysztof Wojtyczek (* 1968), Richter am Europäischen Gerichtshof für Menschenrechte
- Wojciech Tochman (* 1969), Journalist
- Krzysztof Bukalski (* 1970), Fußballspieler
- Paweł Deląg (* 1970), Schauspieler
- Mirosław Waligóra (* 1970), Fußballspieler
- Zbigniew Ziobro (* 1970), Politiker und Jurist
- Mikołaj Budzanowski (* 1971), Minister für Staatsvermögen
- Andrzej Franaszek (* 1971), Literaturwissenschaftler, Literaturkritiker und Publizist
- Marek Koźmiński (* 1971), Fußballspieler
- Rafał Mazur (* 1971), Bassgitarrist
- Andrzej Duda (* 1972), Staatspräsident von Polen
- Dagmara Jajeśniak-Quast (* 1972), Wirtschaftshistorikerin
- Mikołaj Klimek (1972–2020), Synchronsprecher, Theater- und Filmschauspieler
- Agata Kornhauser-Duda (* 1972), Lehrerin, Ehefrau des Präsidenten Andrzej Duda
- Abel Korzeniowski (* 1972), Filmkomponist
- Maja Ostaszewska (* 1972), Schauspielerin
- Agnieszka Wielgosz (* 1972), Schauspielerin
- Tomasz Rząsa (* 1973), Fußballspieler
- Krzysztof Szczerski (* 1973), Politologe und Politiker (PiS)
- Małgorzata Szumowska (* 1973), Filmregisseurin
- Jadwiga Emilewicz (* 1974), Ministerin für Unternehmertum und Technologie
- Ewa Synowska (* 1974), Schwimmerin
- Dorota Siudek (* 1975), Fußballspieler
- Maciej Stuhr (* 1975), Film- und Theaterschauspieler
- DJ Tomekk (* 1975), Hip-Hop-DJ und Musikproduzent

#### 1976 bis 2000
- Bogumił Godfrejów (* 1976), Kameramann
- Saulius Lukas Kalėda (* 1976), litauischer Jurist
- Justyna Koeke (* 1976), performative Künstlerin
- Sandra Korzeniak (* 1976), Schauspielerin
- Małgosia Bela (* 1977), Fotomodell und Schauspielerin
- Eryk Kałuziński (* 1977), Handballspieler
- Łukasz Sosin (* 1977), Fußballspieler
- Łukasz Surma (* 1977), Fußballspieler
- Magdalena Boczarska (* 1978), Schauspielerin
- Gromee (* 1978), DJ, Remixer und Musikproduzent
- Blanka Isielonis (* 1978), Snowboarderin
- Ludwika Paleta (* 1978), polnisch-mexikanische Schauspielerin und Model
- Maria Loboda (* 1979), Installationskünstlerin
- Mirosław Spiżak (* 1979), Fußballspieler
- Mariusz Wach (* 1979), Profiboxer im Schwergewicht
- Piotr Giza (* 1980), Fußballspieler
- Marcin Wasilewski (* 1980), Fußballspieler
- Maciej Iwański (* 1981), Fußballspieler
- Władysław Kosiniak-Kamysz (* 1981), Minister für Arbeit und Soziales
- Chris Pozniak (* 1981), Fußballspieler
- Radosław Zawrotniak (* 1981), Degenfechter
- Mikołaj Żentara (* 1981), Black-Metal-Musiker
- Jan Fikiel (* 1983), Basketballspieler
- Daniel Gorak (* 1983), Tischtennisspieler
- Joanna Ostrowska (* 1983), Historikerin, Filmwissenschaftlerin und Dramaturgin
- Marcin Pączkowski (* 1983), Komponist und Dirigent
- Daria Werbowy (* 1983), Supermodel
- Maciej Bębenek (* 1984), Fußballspieler
- Paweł Kaczmarczyk (* 1984), Jazzmusiker
- Jakub Kornhauser (* 1984), Dichter, Literaturkritiker und Romanist
- Robert Kubica (* 1984), Formel-1-Rennfahrer
- Tomasz Marczyński (* 1984), Radrennfahrer
- Natalia Załuska (* 1984), Künstlerin
- Katarzyna Karpowicz (* 1985), Malerin
- Kasia Rejzner (* 1985), Mathematikerin und Physikerin
- Marcin Starzak (* 1985), Weitspringer
- Olga Frycz (* 1986), Schauspielerin
- Piotr Polczak (* 1986), Fußballspieler
- Michał Wierba (* 1986), Jazzmusiker
- Rafał Zawierucha (* 1986), Schauspieler
- Michał Pazdan (* 1987), Fußballspieler
- Anna Korzeniak (* 1988), Tennisspielerin
- Kuba Płużek (* 1988), Jazzmusiker
- Adam Sosnowski (* 1988), polnisch-österreichischer Buchautor, Übersetzer und Doktor der Geisteswissenschaften
- Sandra Swierczewska (* 1988), österreichische Schwimmerin
- Agnieszka Radwańska (* 1989), Tennisspielerin
- Paula Gorycka (* 1990), Mountainbikerin
- Maria Springwald (* 1991), Ruderin
- Katarzyna Wasick (* 1992), Schwimmsportlerin
- Dominik Czaja (* 1995), Ruderer
- Aleksandra Jarecka (* 1995), Degenfechterin
- Zofia Jastrzębska (* 1998), Schauspielerin
- Klaudia Siciarz (* 1998), Hürdenläuferin
- Karol Niemczycki (* 1999), Fußballspieler
- Paweł Pyjas (* 1999), Skirennläufer

### 21. Jahrhundert
- Aleksander Buksa (* 2003), Fußballspieler

## Mit Krakau verbundene Personen

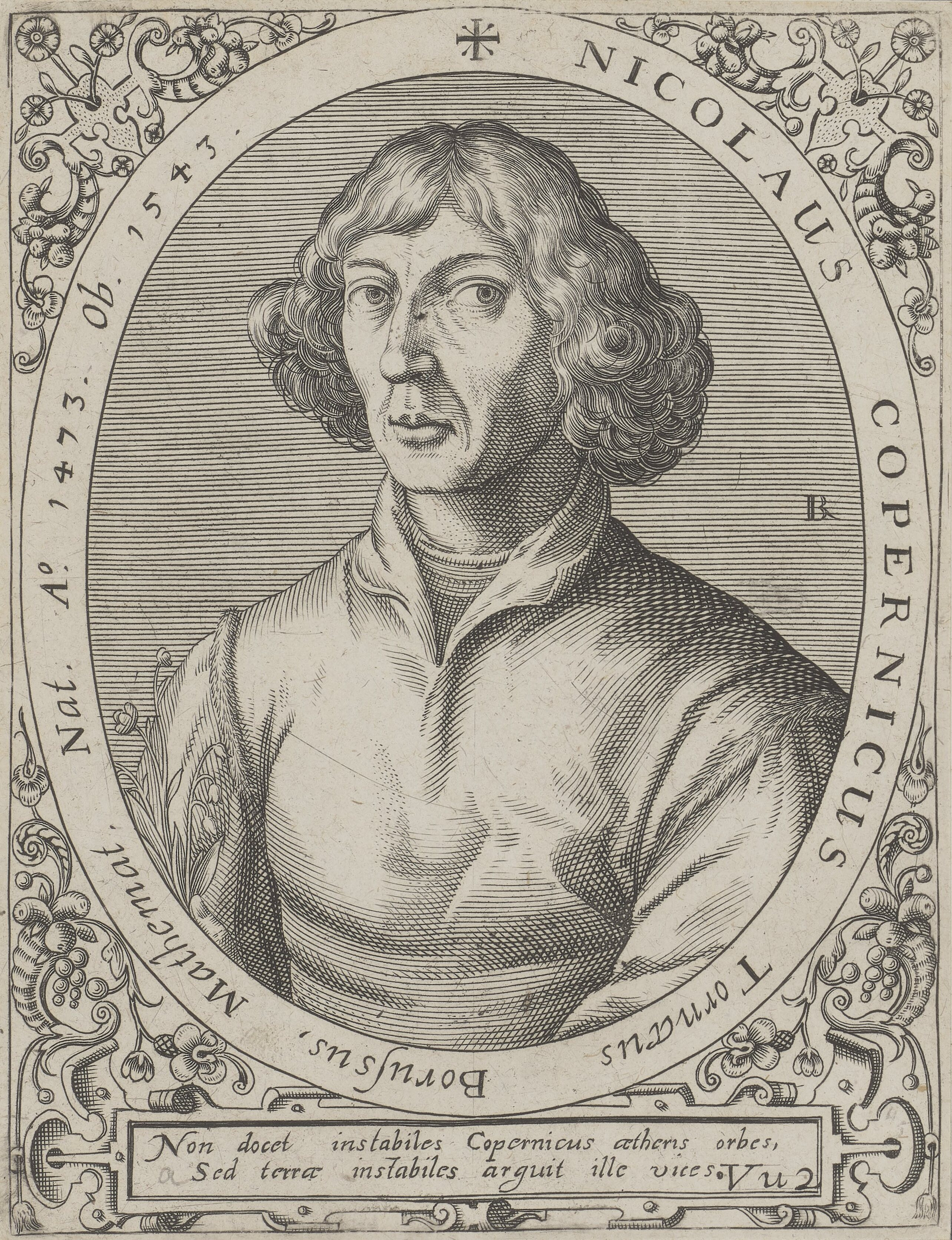
Nikolaus Kopernikus

### Bis 1800
- Stanislaus von Krakau (1030–1079), Bischof von Krakau
- Hyazinth von Polen (1183–1257), Adliger und Geistlicher, der als Begründer des Dominikanerordens in Polen gilt
- Valentin Faltin (polnisch: Walenty Falten; ?–1493/94), Glocken- und Kanonengießer
- Johann I. Thurzo (1437–1508), Ratsherr, Handelsherr und Montanunternehmer
- Nicolaus Cracoviensis (?–1550), Komponist
- Veit Stoß (polnisch: Wit Stwosz; 1447–1553), Bildhauer und -schnitzer
- Jakob Pollak (um 1460–nach 1522), Rabbi, Begründer der ersten Talmudschule in Krakau
- Nikolaus Kopernikus (polnisch: Mikołaj Kopernik; 1473–1543), studierte hier
- Hans von Kulmbach (1480–1522), deutscher Maler der Renaissancezeit
- Israel ben Josef (um 1500–nach 1553), Gründer der Remuh-Synagoge
- Georg Pencz (1500/02–1550), deutscher Maler der Renaissancezeit
- Bálint Balassa (1554–1594), ungarischer Dichter der Renaissancezeit
- August II. (1670–1733), in Krakau zum König von Polen gekrönt, Staatsoberhaupt von Polen-Litauen
- Maximiliane Hiserle von Chodau (1676/77–1738), Geliebte Augusts II.
- Wincenty Maxylewicz (1685–1745), Komponist und Dirigent
- Franz Herbich (1791–1865), österreichischer Arzt und Botaniker

### Ab 1801
- Christian zu Leiningen-Westerburg (1812–1856), Feldmarschallleutnant
- Maurycy Gottlieb (1856–1879), jüdisch-polnischer Maler
- Adam Brandner Edler von Wolfszahn (1857–1940), k. u. k. Feldmarschallleutnant, von 1915 bis 1918 Militärkommandant von Krakau
- Dagny Juel (1867–1901), norwegische Schriftstellerin
- Józef Piłsudski (1867–1935), Marschall und Politiker
- Stanisław Przybyszewski (1868–1927), Schriftsteller
- Osias Thon (1870–1936), Rabbiner in Krakau, Zionist
- Georg Trakl (1887–1914), Dichter des Expressionismus
- Ivo Andrić (1892–1975), Schriftsteller, Diplomat, Politiker und Literatur-Nobelpreisträger 1961
- Oskar Schindler (1908–1974), deutschmährischer Unternehmer, Gerechter unter den Völkern
- Czesław Miłosz (1911–2004), Dichter und Träger des Nobelpreises für Literatur 1980
- Johannes Paul II. (1920–2005), als Karol Wojtyła in Wadowice geboren, Bischof von Krakau
- Stanisław Lem (1921–2006), Philosoph, Essayist und Science-Fiction-Autor
- Wisława Szymborska (1923–2012), Lyrikerin und Trägerin des Nobelpreises für Literatur 1996
- Jan Jargoń (1928–1995), Organist und Komponist
- Piotr Skrzynecki (1930–1997), Gründer der Bühne Piwnica pod baranami
- Friedrich Magirius (* 1930), ehemaliger Superintendent in Leipzig, Ehrenbürger Krakaus
- Krzysztof Penderecki (1933–2020), Komponist
- Roman Polański (* 1933), französisch-polnischer Filmregisseur, Drehbuchautor und Schauspieler
- Nigel Kennedy (* 1956), britischer Violinist
- Kroke Band (1992 in Krakau gegründet), polnische Weltmusik- und Klezmerband

## Ehrenbürger
- Marian Kardinal Jaworski (1926–2020), Ehrenbürger seit 2002